# Guido Fantoni (fumettista)
Guido Fantoni (21 dicembre 1892 – 23 aprile 1957) è stato un fumettista italiano.

## Biografia
Dagli anni trenta agli anni cinquanta ha collaborato a numerose pubblicazioni della Casa Editrice Nerbini come Giungla!, il supplemento mensile de L'Avventuroso e Il Giornale di Cino e Franco. Quando nel 1938 il governo italiano vietò l'importazione di fumetti di produzione statunitense, Nerbini avviò una produzione propria di serie a fumetti americane realizzandone una edizione italiana di serie come Flash Gordon, The Phantom e Mandrake disegnate da Fantoni. Per L'Avventuroso realizzò anche la serie "Ku-Ty-Pao" insieme a Paolo Lorenzi.
Negli anni quaranta, per l'Editoriale Universo ha disegnato la serie "I Contrabbandieri d'Oppio" pubblicata nella collana Albi dell'Intrepido (1940) e, per le Edizioni Pantera, la serie poliziesca "Adamo Rey, Poliziotto" con Enzo Gemignani (1945-1946) e fantascientifica "I Viaggi Incredibili" nel 1946, oltre a realizzare le copertine della collana Albi Nuove Avventure pubblicata da Corrado Tedeschi Editore dal 1948 al 1953 realizzando per questa serie le storie a fumetti "Il Piccolo Indiano" e "Bobby Phantom". Per la rivista Topolino ha realizzato un adattamento a fumetti del romanzo L'Isola dei Pinguini di Pina Ballario nel 1945.
Negli anni cinquanta ha lavorato per riviste come il Corriere dei Piccoli, Tricolore e Intrepido e, alla fine del decennio, ha disegnato "Bertoldino" e "Chiribù" per Bertoldino e "James Taylor" per Kinowa dell'Editoriale Dardo. Con i figli Liliana e Mario, i quali avevano iniziato l'attività di disegnatori nel dopoguerra, lavorò alla produzione della serie "Capitan Walter" per la Anonima Veritas Editrice dal 1953 al 1957 e poi ha continuato la collaborazione in Il Vittorioso con le serie "Calcio in costume" e "Il figlio del gangster".
Morì nel 1957.